# Конвой «Вевак № 7»
Конвой «Вевак № 7» — японський конвой часів Другої світової війни, проведення якого відбувалось у серпні 1943-го.
Пунктом призначення конвою був Вевак на північному узбережжі Нової Гвінеї, де розміщувався головний японський гарнізон на цьому острові. Вихідним пунктом став Палау — важливий транспортний хаб на заході Каролінських островів.
До складу конвою увійшли транспорти «Нагато-Мару», «Нагано-Мару», «Ханькоу-Мару», «Аден-Мару», «Сін'ю-Мару» (Shinyu Maru) та «Юбає-Мару» (Yubae Maru), тоді як охорону забезпечували мисливці за підводними човнами CH-26 та CH-34. Загін вийшов з порту 20 серпня 1943-го, проте 23 серпня дістав наказ повернутись через підвищену активність ворожої авіації над Веваком.
28 серпня 1943-го конвой удруге рушив з Палау, проте цього разу до його складу не входило «Юбає-Мару». Невдовзі після опівночі 2 вересня загін досягнув пункту призначення та почав розвантаження. Втім, тієї ж доби його атакували 30 бомбардувальників В-25 під супроводом винищувачів Р-38, яким вдалось потопити «Нагато-Мару» (при виході з Палау мало на борту 8 тисяч бочок з авіаційним пальним, 10 автомобілів, рис та генеральні вантажі) та «Ханькоу-Мару». Разом із транспортами загинули 5 та 25 осіб відповідно (з них 23 були військовослужбовцями, що перебували на борту «Ханькоу-Мару»).
«Аден-Мару» та «Нагано-Мару» зазнали пошкоджень, проте перше з них змогло того ж 2 вересня полишити Вевак разом з конвоєм, який 7 вересня повернувся на Палау.
«Нагано-Мару» залишилось у Веваку та 4 вересня 1943-го після нової авіаційної атаки втратило хід, втім, його взяв на буксир танкер «Кьоєй-Мару № 2» (Kyoei Maru No. 2) та 6 вересня привів до розташованого за три з половиною сотні кілометрів західніше порту Холландія (наразі Джаяпура). 7—11 жовтня «Нагано-Мару» пройшло звідси до Палау в конвої «Холландія № 1».